# Lyophyllum caerulescens
Lyophyllum caerulescens är en svampart som tillhör divisionen basidiesvampar, och som beskrevs av Heinz Clémençon. Lyophyllum caerulescens ingår i släktet Lyophyllum, och familjen Lyophyllaceae. Arten har ej påträffats i Sverige.